# Musikåret 1996

## Händelser

### Januari
- 17 januari – SVT börjar sända Musikrevyn.[1]
- 29 januari – Operahuset La Fenice i Venedig, Italien totalförstörs vid en brand.[2]
- 31 januari – Per-Anders Erixon avgår med pension som signaltrumpetare i Högvakten vid Kungliga slottet i Stockholm.[3]

### Februari
- 8-10 februari – Lund är så kallad "Popstad" i dagarna tre[4] då evenemanget-utmärkelsen har premiär.[5]
- 19 februari – Årets Grammisgala i Sverige äger rum och sänds i TV 4.[6]
- 24 februari – One More Times låt Den vilda vinner den svenska uttagningen till Eurovision Song Contest i Victoriahallen i Älvsjö.[7]

### Mars
- 4 mars – Beatles andra återföreningslåt släpps som en del av deras första återförening sedan bandet splittrades 1970. Låten är en slutförd version av Real Love, John Lennon-demo från 1980.[8]
- 13 mars – Ramones-fans statar upplopp i Buenos Aires, Argentina då de väntar hela kvällen på de konsertbiljetter de senare upptäcker sålt slut.[9]
- 16 mars – Mariah Carey och Boyz II Men, som under 16 raka veckor toppat den amerikanska listan med "One Sweet Day", ersätts på förstaplatsen av Celine Dions Because You Loved Me. "One Sweet Day" blir den längsta raka ettan på Billboard Hot 100'.[10]
- 18 mars – Sex Pistols meddelar att man skall återförenas för en 20-årsjubileumsturné.[11]
- 19 mars – Sven-Ingvars firar 40-årsjubileum på stadshotellet i Karlstad.[3]
- 28 mars – Phil Collins meddelar att han lämnar Genesis för att fokusera på solokarriären.[12]
- 30 mars – Elisabeth Andreassens låt I evighet vinner den norska uttagningen till Eurovision Song Contest i Oslo [13].

### Maj
- 18 maj – Eimear Quinns låt The Voice vinner Eurovision Song Contest i Oslo Spektrum i Oslo för Irland [14].

### Juni
- Juni – Hultsfredsfestivalen gästas av Iggy Pop, Björk, Blur, Pulp, Skunk Anansie och Olle Adolphson.
- 15 juni – Konsert med Everclear, Foo Fighters, Fugees, Garbage, Goldfinger, Kiss, Korn, Lush, No Doubt, The Red Hot Chili Peppers, 311 och The Verve Pipe på KROQ Weenie Roast i Los Angeles, Kalifornien, USA.
- 28 juni – Första officiella återföreningskonsert med Kiss med smink med originaluppsättningen; Paul Stanley, Ace Frehley, Peter Criss och Gene Simmons i en utsåld Tiger Stadium i Detroit.

### Juli
- 5 juli-10 augusti – Den svenska popgruppen Gyllene Tider genomför sin konsertturné Återtåget '96! i Sverige.
- 26 juli
  - At the Gates upplöses.[15]
  - Tre tenorer lockar 40 000 personer till Nya Ullevi, då de ger sin första konsert i Skandinavien.[3]
- 27 juli – Adrian Erlandsson & Patrik Jensen grundar The Haunted.[16]

### Augusti
- Augusti – 1996 blir det första året som musikfestivalen Augustibuller hölls. Sex stycken band spelade detta år.

### September
- September – Det svenska dansbandet Roosarna, som i många år samarbetat med Kikki Danielsson, byter namn till "Kikki Danielssons orkester".
- 8 september – Michael Jackson inleder sin världsturné med konsert inför 130 000 personer i Letenskaparken i Prag.[3]
- 18 september – SVT:s "Musikrevyn" börjar visas under namnet Voxpop.[17]

### November
- 10 november – Thorleifs vinner Hänts meloditävling med låten En liten ängel. Evenemanget sänds direkt i TV 4 [18].

### December
- December
  - Punkbandet The Vectors släpper sin debutskiva Fuck MTV Ep.
  - På Sundspärlan i Helsingborg, Sverige genomför svenska sångerskan Jenny Öhlund sitt sista framträdande som vokalist i dansbandet Candela.[19]
  - Céline Dions Falling into You blir med 185 000 exemplar Sveriges mest sålda album under året.[3]
- 6 december – Kiss ger konsert i Globen.[3]
- 14-15 december – Konsert med Tori Amos, Fiona Apple, Beck, Bush, Tracy Bonham, Cake, The Cardigans, Sheryl Crow, Eels, Garbage, Jewel, Sarah McLachlan, Natalie Merchant, Orbital, Poe, Presidents of the United States of America, Republica, 311 och The Wallflowers och Third Eye Blind på KROQ Acoustic Christmas i Los Angeles, Kalifornien, USA.

### Okänt datum
- Under 1996 släpps Robyns singlar Show Me Love och You've Got That Something i USA och båda hamnar på topp 10 där. Albumet Robyn is Here säljer 1,5 miljoner exemplar.[20]
- The Cardigans, Wannadies och Stina Nordenstam medverkar på ljudspåret till filmen Romeo & Julia, vilket bäddar för framgångar i USA.
- Nordiska rådets musikpris 1996 à 350 000 danska kronor tilldelas sångerskan Björk.
- Musikalen A Chorus Line med bland andra Petra Nielsen har premiär på Stora teatern i Stockholm. Regi av Thomas Ryberger.
- Musikalen My Fair Lady har premiär på Oscarsteatern i Stockholm med Loa Falkman som professor Higgins och Anna-Lena Hemström som Eliza. Regi av Staffan Aspegren.

## Priser och utmärkelser
- Alice Tegnér-musikpriset – Musik & ungdom Väst
- Atterbergpriset – Folke Rabe
- Birgit Nilsson-stipendiet – Nina Stemme
- Ceciliapriset – Per Thunarf
- Stora Christ Johnson-priset – Pär Lindgren för Oaijé
- Mindre Christ Johnson-priset – Lars Ekström för Genom skärvan av en prisma
- Cornelis Vreeswijk-stipendiet – Lasse Tennander
- Fred Åkerström-stipendiet – Stefan Sundström
- Hugo Alfvénpriset – Ingemar Månsson
- Jan Johansson-stipendiet – Lena Willemark och Ale Möller
- Jazz i Sverige – Amanda Sedgwick
- Jazzkatten
  - ”Årets jazzmusiker” – Esbjörn Svensson
  - ”Årets jazzgrupp” – Bobo Stenson Trio och Esbjörn Svensson Trio
  - ”Årets nykomling” – Amanda Sedgwick
  - ”Musiker som förtjänar större uppmärksamhet/Grand Cru” – Anders Lindskog
- Jenny Lind-stipendiet – Kristina Hansson
- Johnny Bode-stipendiet – Jan Sigurd
- Jussi Björlingstipendiet – Carolina Bengtsdotter-Ljung
- Medaljen för tonkonstens främjande – Berit Berling, Bengt Olof Engström, Jan Åke Hillerud och Helmut Mühle
- Nordiska rådets musikpris – Sterbende Gärten, konsert för violin och orkester av Bent Sørensen, Danmark[3]
- Polarpriset – Joni Mitchell och Pierre Boulez[3]
- Rosenbergpriset – Daniel Börtz
- Spelmannen – Karin Rehnqvist
- Svenska Dagbladets operapris – Virpi Pahkinen
- Ulla Billquist-stipendiet – Rebecka Törnqvist
- Årets körledare – Gustaf Sjökvist

## Årets album
Vänligen sortera soloartister på efternamn, musikgrupper på förstabokstaven (utan engelskans "The" och "A")

### A – G
- Aaliyah – One in a Million
- Alice in Chains – Alice in Chains
- Alice in Chains – MTV Unplugged
- Tori Amos – Boys for Pele
- Anathema – Eternity
- Hasse Andersson – Jul i Hasses lada
- Anti-Flag – Die for the Government
- The Ark – The Ark EP
- Ash – 1977
- Babylon Zoo – The Boy With the X-Ray Eyes
- Bad Religion – The Gray Race
- Agneta Baumann – A Time for Love
- Beck – Odelay
- Better Than Ezra – Friction, Baby
- Blandade artister – It’s Unforgettable
- Blind Guardian – The Forgotten Tales
- Blind Melon – Nico
- Bob hund – Omslag: Martin Kann
- Andrea Bocelli – Romanza
- Bo Kaspers orkester – Amerika
- Borknagar – Borknagar
- Toni Braxton – Secrets
- Michael Brecker – Tales from the Hudson
- Burzum – Filosofem
- Bush – Razorblade Suitcase
- The Butthole Surfers – Electriclarryland
- Cake – Fashion Nugget
- The Cardigans – First Band on the Moon
- Christos Dantis – 18 Paradosiaka Kai Ena (Foni Voontos)
- Cloudberry Jam – Providing the Atmosphere
- Ornette Coleman – Sound Museum – Hidden Man
- Ornette Coleman – Sound Museum – Three Women
- Coolio – Gangsta's Paradise
- Cradle of Filth – Dusk and Her Embrace
- Cradle of Filth – Vempire or dark fairytales in Phallustein
- Kikki Danielsson & Roosarna – Hem till Norden
- Def Leppard – Best kept secrets 1987-1996
- Devil Doll – Dies Irae
- Dia Psalma – Sell Out
- Bruce Dickinson – Skunkworks
- Dilba – Dilba (debut)
- Dimmu Borgir – Stormblåst
- Steve Dobrogosz – Duckwalk
- The D.O.C. – Helter Skelter
- Doktor Kosmos – Stjärnjerry - en rockopera
- Download – The Eyes of Stanley Pain
- E-type – The Explorer
- Eels – Beautiful Freak
- Lisa Ekdahl – Med kroppen mot jorden
- Eminem – Infinite (debut)
- Eternal – Power of a Woman
- Face to Face – Face to Face
- Marie Fredriksson – I en tid som vår
- The Fugees – The Score
- Garbage – Garbage (debut)
- Jan Garbarek – Visible World
- Ghost Face Killah – Iron Man
- Green Day – Bowling Bowling Bowling Parking Parking
- Rigmor Gustafsson – In the Light of Day (debut)

### H – R
- Herbie Hancock – The New Standard
- Helloween – The Time of the Oath
- Staffan Hellstrand – Pascha Jims dagbok
- HIM – 666 ways to love (EP)
- Iced Earth – The Dark Saga
- Jill Johnson – Sugartree [21]
- Iron Maiden – Best of the Beast
- Jamiroquai – Travelling Without Moving
- Anders Jormin – Opus apus
- Jumper – Jumper
- Kent – Verkligen
- KMFDM – Xtort
- Diana Krall – All for You
- Kyuss – ...And the Circus Leaves Town
- Tomas Ledin – T
- Alex Lifeson – Victor
- Lotta Engbergs – Äntligen på väg[22]
- Jan Lundgren – California Connection
- Jan Lundgren – Cooking! at the Jazz Bakery
- Lush – Lovelife
- Anni-Frid Lyngstad – Djupa andetag
- Makaveli – The Don Killminati
- Marilyn Manson – Antichrist Superstar
- Master P – Icecream Man
- Gunnel Mauritzson – Silhuette
- Curtis Mayfield – New World Order
- Meja – Meja
- Metallica – Load
- Pat Metheny – Passaggio per il paradiso (soundtrack)
- Pat Metheny Group – Quartet
- Robert Miles – Dreamland
- Millencolin – Life on a Plate
- The Monkees – Missing Links Volume 3
- The Monkees – Justus
- Mark Morrison – Return of the Mack
- Nada Surf – High/Low
- Nas – It Was Written
- Nick Cave & The Bad Seeds – Murder Ballads
- Sanna Nielsen – Silvertoner
- No Doubt – Tragic Kingdom
- NOFX – Heavy Petting Zoo
- Stina Nordenstam – Dynamite
- Lina Nyberg – So Many Stars
- Joan Osborne – Relish
- Tom Paxton – Live for the Record
- Pearl Jam – No Code
- Pantera – The great southern trendkill
- Pet Shop Boys – Bilingual
- Madeleine Peyroux – Dreamland (debut)
- Placebo – Placebo
- The Presidents of the United States of America – II
- Prince – Emancipation
- The Rasmus – Peep
- The Real Group – Ori:ginal
- Roxette – Baladas En Español [23]
- Rush – Test for Echo

### S – Ö
- Screaming Headless Torsos – Live!!
- Vonda Shepard – It's Good Eve
- Skunk Anansie – Stoosh
- Slipknot – Mate.Feed.Kill.Repeat
- Social Distortion – White Light, White Heat, White Trash
- Spice Girls – Spice
- Bobo Stenson – Reflections
- Sublime – Sublime
- Suede – Coming Up
- Viktoria Tolstoy – För älskad
- Triantafillos – Vlepo Kati Oneira
- Rebecka Törnqvist & Per "Texas" Johansson – The Stockholm Kaza Session
- Despina Vandi – Esena Perimeno
- Anders Widmark – Anders Widmark
- Anna Vissi – Klima Tropiko
- Lars Winnerbäck – Dans med svåra steg
- Richard Wright – Broken China
- Monica Zetterlund – The Lost Tapes @ Bell Sound Studios NYC
- Xzibit – At the Speed of Life
- ZZ Top – Rhythmeen

## Årets singlar och hitlåtar
Vänligen sortera soloartister på efternamn, musikgrupper på förstabokstaven (utan engelskans "The" och "A")

### Hitsinglar
- 2Pac, Dr.Dre, Roger, KC&JOJO – California Love
- Elisabeth Andreassen – I evighet [24]
- Babylon Zoo – "Spaceman"
- bob hund – Istället för musik: förvirring
- The Cardigans – Lovefool
- Kikki Danielsson & Roosarna – Hem till Norden (Julklockor över vår jord)
- Deep Blue Something – Breakfast at Tiffany's
- Dilba – I'm Sorry
- Lotta Engberg – Juliette & Jonathan
- Marie Fredriksson – Tro
- The Fugees – Ready or Not
- The Fugees – Killing Me Softly
- Gyllene Tider – Gå & fiska! [25]
- Gyllene Tider – Juni, juli, augusti [26]
- Jan Johansen och Elisabeth Andreassen – Kommer tid, kommer vår [24]
- Jan Johansen och Jill Johnson – Kommer tid, kommer vår
- Kent – Kräm (så nära får ingen gå)
- E-Type – Free Lika a Flying Demon
- E-Type – Calling Your Name
- Iron Maiden – Lord of the Flies
- Iron Maiden – Virus
- Olle Ljungström – Bara himlen ser på
- Los del Río – Macarena
- Anni-Frid Lyngstad – Även en blomma
- George Michael – Fastlove
- Mike Flowers Pops – Wonderwall
- Robert Miles – Children
- Alanis Morissette – You Learn
- Alanis Morissette – Head over Feet
- Alanis Morissette – Ironic
- Mark Morrison – Return of the Mack
- NTM Within feat. Håkan Hemlin – Utopian konnektion
- No Doubt – Just a Girl
- Nordman – Det sista du ser
- Nordman – Live-singel
- Nordman – På mossen
- One More Time – Den vilda
- Joan Osbourne – One of Us
- Matz Bladhs – Vid Silverforsens strand
- Pet Shop Boys – Before
- Pet Shop Boys – Se A Vida É (That's The Way Life Is)
- Pet Shop Boys – Single-Bilingual
- Pineforest Crunch – Cup Noodle Song
- The Prodigy – Breathe
- The Prodigy – Firestarter
- Rancid – Ruby Soho
- Rancid – Time Bomb
- Robyn – Do You Know (What it Takes)
- Roxette – June Afternoon [23]
- Roxette – She Doesn't Live Here Anymore [23]
- Kula Shaker – Tattva
- Skee-Lo – I Wish
- The Smashing Pumpkins – 1979
- Spice Girls – Say You'll Be There
- Spice Girls – Wannabe
- Suede – Beautiful Ones
- Suede – Trash
- Take That – How Deep is Your Love
- Vacuum – I Breathe
- Henrik Åberg – Du är alltid en del utav mej

## Årets videoalbum
Vänligen sortera soloartister på efternamn, musikgrupper på förstabokstaven (utan engelskans "The" och "A")
- Roxette – Crash! Boom! Live! [23]

## Sverigetopplistan1996
| Datum                  | Låttitel                 | Artist/grupp       | Bakgrund       |
| ---------------------- | ------------------------ | ------------------ | -------------- |
| 26 januari 1996 (8v)   | Spaceman                 | Babylon Zoo        | Storbritannien |
| 22 mars 1996 (1v)      | One of Us                | Joan Osborne       | USA            |
| 29 mars 1996 (2v)      | California Love          | 2Pac feat. Dr. Dre | USA            |
| 12 april 1996 (7v)     | Children                 | Robert Miles       | Italien        |
| 31 maj 1996 (2v)       | Until It Sleeps          | Metallica          | USA            |
| 14 juni 1996 (1v)      | Lemon Tree               | Fool's Garden      | Tyskland       |
| 21 juni 1996 (5v)      | Killing Me Softly        | Fugees             | USA            |
| 26 juli 1996 (5v)      | e.p.                     | Gyllene Tider      | Sverige        |
| 30 augusti 1996 (3v)   | Wannabe                  | Spice Girls        | Storbritannien |
| 20 september 1996 (5v) | Coco Jamboo              | Mr. President      | Tyskland       |
| 25 oktober 1996 (3v)   | Free Like a Flying Demon | E-type             | Sverige        |
| 15 november 1996 (1v)  | Ain't That Just the Way  | Lutricia McNeal    | USA            |
| 22 november 1996 (3v)  | Breathe                  | The Prodigy        | Storbritannien |
| 13 december 1996 (1v)  | Don't Speak              | No Doubt           | USA            |
| 20 december 1996 (1v)  | Un-Break My Heart        | Toni Braxton       | USA            |
| 27 december 1996 (3v)  | Breathe                  | The Prodigy        | Storbritannien |

## Jazz
- Guillermo Gregorio: Approximately
- Ivo Perelman: Seeds, Visions and Counterpoint
- Michael Formanek: Nature of the Beast
- David Ware: Wisdom of Uncertainty
- Maria Schneider: Coming About
- World Saxophone Quartet: Four Now

## Klassisk musik
- Torstein Aagaard-Nilsen – Trumpet Concerto No. 2
- Michael Berkeley – Viola Concerto (revised)
- Elliott Carter – Clarinet Concerto
- Mario Davidovsky – Quartet No. 2 for oboe, violin, viola, violoncello
- Peter Maxwell Davies – Strathclyde Concerto No 10: Concerto for Orchestra

## Födda
- 18 april – Alexej Zjigalkovitj, vitrysk sångare och låtskrivare.
- 5 maj – Sanna Martinez-Matz, svensk sångare.
- 26 juni – Nojus Bartaška, litauisk sångare.
- 4 november - Adelén, norsk sångare.

## Avlidna
- 20 januari – Gerry Mulligan, 68, amerikansk jazzmusiker, barytonsaxofonist.[3]
- 19 februari – Greta Wassberg, 91, svensk sångare.
- 26 februari – Mieczysław Weinberg, 76, sovjetisk tonsättare av polsk-judiskt ursprung.
- 14 mars – Maj Sønstevold, 78, svensk kompositör.
- 15 mars – Stina Sorbon, 78, svensk sångare och skådespelare.
- 25 maj – Bradley Nowell, 28, sångare/gitarrist i Sublime.
- 15 juni – Ella Fitzgerald, 78, amerikansk jazzvokalist.[3]
- 19 juli – E.T. Mensah, 77, ghanansk highlife-musiker och trumpetare.
- 20 juli – Bertil Boo, 82, "den sjungande bonden", svensk skådespelare och sångare (baryton).[3]
- 14 augusti
  - Sergiu Celibidache, 84, rumänsk dirigent.[3]
  - David Tudor, 70, amerikansk pianist och tonsättare.[3]
- 1 september
  - Evert Granholm, 90, svensk schlagersångare.
  - Vagn Holmboe, 86, dansk tonsättare.
- 13 september – Tupac Shakur, (2Pac), 25, amerikansk rapartist.
- 2 oktober – Joonas Kokkonen, 74, finsk pianist och tonsättare.
- 2 november – Eva Cassidy, 33, amerikansk sångare.
- 24 december – Ronnie Scott, 69, amerikansk jazzsaxofonist och kapellmästare.[3]